# Spaans bruin blauwtje
Het Spaans bruin blauwtje (Aricia morronensis) is een vlinder uit de familie Lycaenidae. De wetenschappelijke naam is voor het eerst gepubliceerd in 1910 door Carl Ribbe. 

## Verspreiding
De soort komt voor op het Iberisch Schiereiland.

## Ondersoorten
- Aricia morronensis morronensis (Ribbe, 1910)
  - = Aricia morronensis sierramariensis Munguira & Martin, 1988
- Aricia morronensis chapmani (Ribbe, 1910)
  - = Lycaena idas chapmani Ribbe, 1910
- Aricia morronensis ramburi (Verity, 1913)
- Aricia morronensis hesselbarthi Manley, 1970

## Levensloop
De waardplanten zijn Erodium cicutarium, Erodium ciconium en Erodium malacoides. De eieren worden op de bladeren gelegd en de rups eet van de bladeren. Overwintering vindt plaats als jonge rups. De rupsen worden bezocht door de mieren Lasius niger, Crematogaster auberti, Tapinoma erraticum en Tapinoma nigerrimum.